# Hyles sammuti

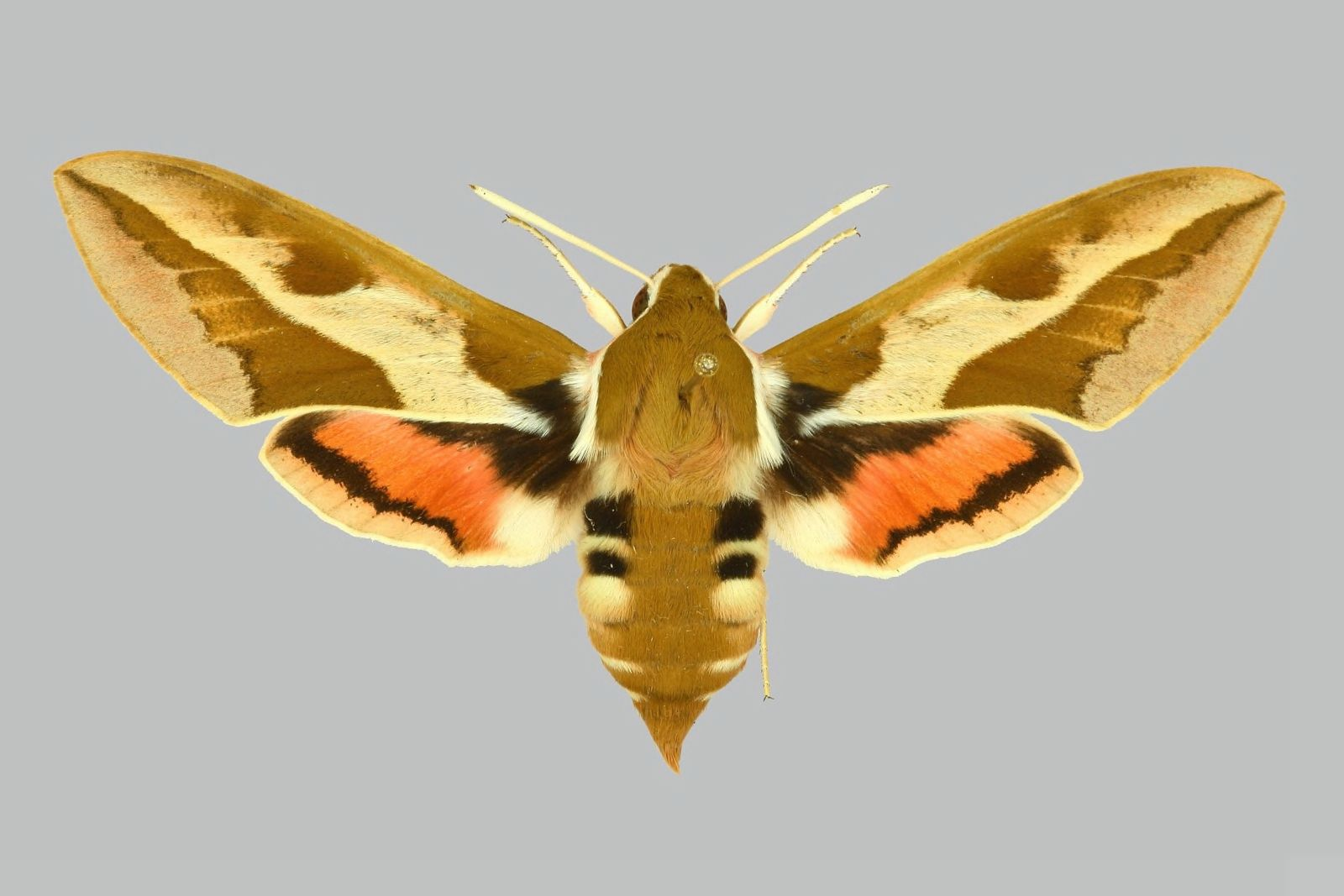
Hyles sammuti, Weibchen

Hyles sammuti ist ein Schmetterling (Nachtfalter) aus der Familie der Schwärmer (Sphingidae). Er wird von Kitching & Cadiou (2000) als eigenständige Art betrachtet, Pittaway sieht ihn hingegen als Unterart von Hyles tithymali an, da die Larven große Ähnlichkeiten mit Hyles tithymali mauretanica aufweisen. Aufgrund von mtDNA-Untersuchungen gilt es als wahrscheinlich, dass Hyles sammuti zu einem bestimmten Grad mit Wolfsmilchschwärmern (Hyles euphorbiae) hybridisiert, die als Irrgäste in sein Verbreitungsgebiet einfliegen.

## Merkmale
Die Falter haben eine Flügelspannweite von 63 bis 75 Millimetern. Sie haben die für die Gattung Hyles typische Färbung und ähneln manchen Individuen von Hyles tithymali mauretanica aus Marokko.
Die Eier sind denen von Hyles tithymali ähnlich und sind ebenso klein, blaugrün und haben eine sehr harte Schale. Die Raupen werden 70 bis 80 Millimeter lang. Wie auch die Falter sehen sie in allen Stadien denen von Hyles tithymali mauretanica sehr ähnlich, ähneln in ihrem Verhalten jedoch denen von H. t. tithymali. Die Puppe ist etwas kleiner als die von H. t. tithymali, aber ansonsten von dieser nicht zu unterscheiden.

## Vorkommen
Die Verbreitung der Art ist auf die Hauptinsel von Malta beschränkt, auf Gozo ist sie nicht nachgewiesen. Es gibt jedoch sehr ähnliche, nahe verwandte Populationen auf Sizilien und in Süditalien, deren taxonomische Stellung bisher noch unklar ist. Die Tiere besiedeln trockene, steinige Hänge mit starkem Wolfsmilchbewuchs.

## Entwicklung
Die Falter fliegen in mehreren Generationen von Februar bis Oktober. In Jahren mit geringen Niederschlägen kann auch nur eine Generation im Herbst ausgebildet werden. In den meisten Jahren treten zwei Generationen von April bis Mai und September bis Oktober auf. Die Eier werden in Gruppen auf austreibenden Blattspitzen der Nahrungspflanzen abgelegt. In feuchten Jahren treten die Raupen von März bis Dezember auf, sind jedoch in der Regel von September bis Dezember am häufigsten zu finden. Sie ernähren sich von Euphorbia spinosa, Euphorbia pinea und Euphorbia dendroides. Die Puppe überwintert; es kann auch vorkommen, dass sie mehrere Jahre überliegt. Die Schlupfwespe Peltocarus dentatus ist als Parasitoid der Art nachgewiesen.

## Belege